# 159
Cette page concerne l'année 159  du calendrier julien. Pour l'année 159 av. J.-C., voir 159 av. J.-C. Pour le nombre 159, voir 159 (nombre).
L'année 159 est une année commune qui commence un dimanche.

## Événements
- 1er janvier : début du consulat de Plautius Quintillus et Marcus Statius Priscus[1].
- En Inde, début du règne de Shivashri Satakarni, roi Satavahana des Andhra (159-166). Il combat les Scythes avec succès[2].